# Машотта, Альдо
Альдо Машотта ( Aldo Masciotta, 14 августа 1909 — 24 апреля 1996) — итальянский врач, спортсмен-фехтовальщик, чемпион мира, призёр Олимпийских игр.

## Биография
Родился в 1909 году в Казакаленде. Фехтованием занялся во время учёбы в военном училище в Риме. Впоследствии учился в университетах Флоренции и Неаполя, где получил медицинское образование.
В 1935 году стал серебряным призёром Международного первенства по фехтованию. В 1936 году завоевал серебряную медаль Олимпийских игр в Берлине. В 1937 году стал серебряным призёром первого официального чемпионата мира по фехтованию (одновременно Международная федерация фехтования задним числом признала чемпионатами мира все проходившие ранее Международные первенства). На чемпионате мира 1938 года завоевал золотую и серебряную медали.
Во время Второй мировой войны был врачом на итальянско-французском фронте, был награждён медалью за проявленное мужество.